# Tennessee Homesick Blues
Tennessee Homesick Blues är en sång skriven av Dolly Parton till filmen Rhinestone. Den släpptes på singel i juni 1984. Den toppade Billboards countrylista den 8 september 1984. Texten för tankarna till Dolly Partons uppväxt på landsbygd i och kring Great Smoky Mountains i Tennessee, precis som några av Dolly Partons tidigare sångtexter, bland annat "My Tennessee Mountain Home". Sångtexten handlar om hemlängtan från storstadslivet i New York till landbygdslivet i Tennessee. Den inleds med joddling.

## Listplaceringar
| Lista (1984)                              | Topplaceringar |
| ----------------------------------------- | -------------- |
| Amerikanska Billboard Hot Country Singles | 1              |
| Kanadensiska RPM Country Tracks           | 1              |

### Fotnoter
1. ↑  ”Top 10 Dolly Parton Songs” (på engelska). Taste of Country. 10 mars 2012. http://tasteofcountry.com/top-dolly-parton-songs/. Läst 25 maj 2018.